# Gérard van Goetsenhoven
Pour les articles homonymes, voir Goetsenhoven (homonymie).
Gérard van Goetsenhoven, né à Louvain vers 1380, fut un prélat de l'abbaye de Parc, monastère prémontré situé dans le duché de Brabant, près de Louvain, fondé en 1129 et toujours en activité dans la province actuelle du Brabant flamand, en Belgique.
Il fut le 24e abbé de cet établissement religieux de 1414 à sa mort en 1434, en se distinguant notamment en tant qu'archichapelain des ducs de Brabant, comme dignitaire présent à l'inauguration de l'Université de Louvain en 1425, ainsi que pour son habileté diplomatique.

## Chronologie
Gérard van Goetsenhoven naît à Louvain vers 1380,. Il est issu d'une ancienne et noble famille. Il devient profès en 1373, prêtre en 1390, pitancier en 1397, proviseur de Parc en 1403, puis est promu à la dignité d'abbé à l'unanimité des voix de ses confrères, le 5 juillet 1414. Il meurt le 2 mai 1434 et est enterré au chapitre du monastère où un de ses successeurs a fait placer une pierre sépulcrale avec son effigie en cuivre, enlevée pendant la tourmente révolutionnaire,,.

## Abbatiat

### Intendance
Du temps de l'abbé Gérard van Goetsenhoven, 19 religieux furent acceptés à l'abbaye, dont 2 convers.
En 1423, la tour de l'église ayant été frappée par la foudre et entièrement détruite par l'incendie induit, il engage 173 couronnes 20 1/2 plecken pour la construction d'une nouvelle flèche.
Pour contrarier les malfaiteurs qui ont leur repaire dans les bois qui environnent l'abbaye, lesquels occasionnent de gros dégâts, il commence à élever une muraille entre la porte de Tirlemont et celle du monastère,.
En 1430, il lance, pour un montant supérieur à 104 couronnes, une construction remarquable en qualité de nouvelle porte vers la route de Tirlemont, laquelle comprend une vingtaine de fenêtres.

### Arts et culture
En 1420, l'abbé Gérard van Goedsenhoven fait exécuter par l'orfèvre Henri van Velpen un calice en argent doré portant les armes de l'abbé, du poids de 13 onces et 3 esterlins.
En 1427, il entreprend de restaurer les orgues, faisant réaliser des travaux de peinture. Il commande d'autre part à l'artiste Henri Van Velpe un nouvel ostensoir pour le saint-sacrement, les frais de main-d'œuvre s'élevant à 45 1/2 couronnes, somme considérable pour l'époque.
En 1446, il met en place au chevet du choeur de l'église de Werchter, un vitrail peint représentant l'institution de la confrérie de Notre-Dame,,.
Sur le plan des sciences sacrées, l'abbé Gérard van Goetsenhoven a enrichi notablement la collection de manuscrits de la bibliothèque en confiant principalement les transcriptions et la fabrication des reliures de ces livres aux religieux du couvent de Bethléem, près de Louvain,.

### Affaires religieuses

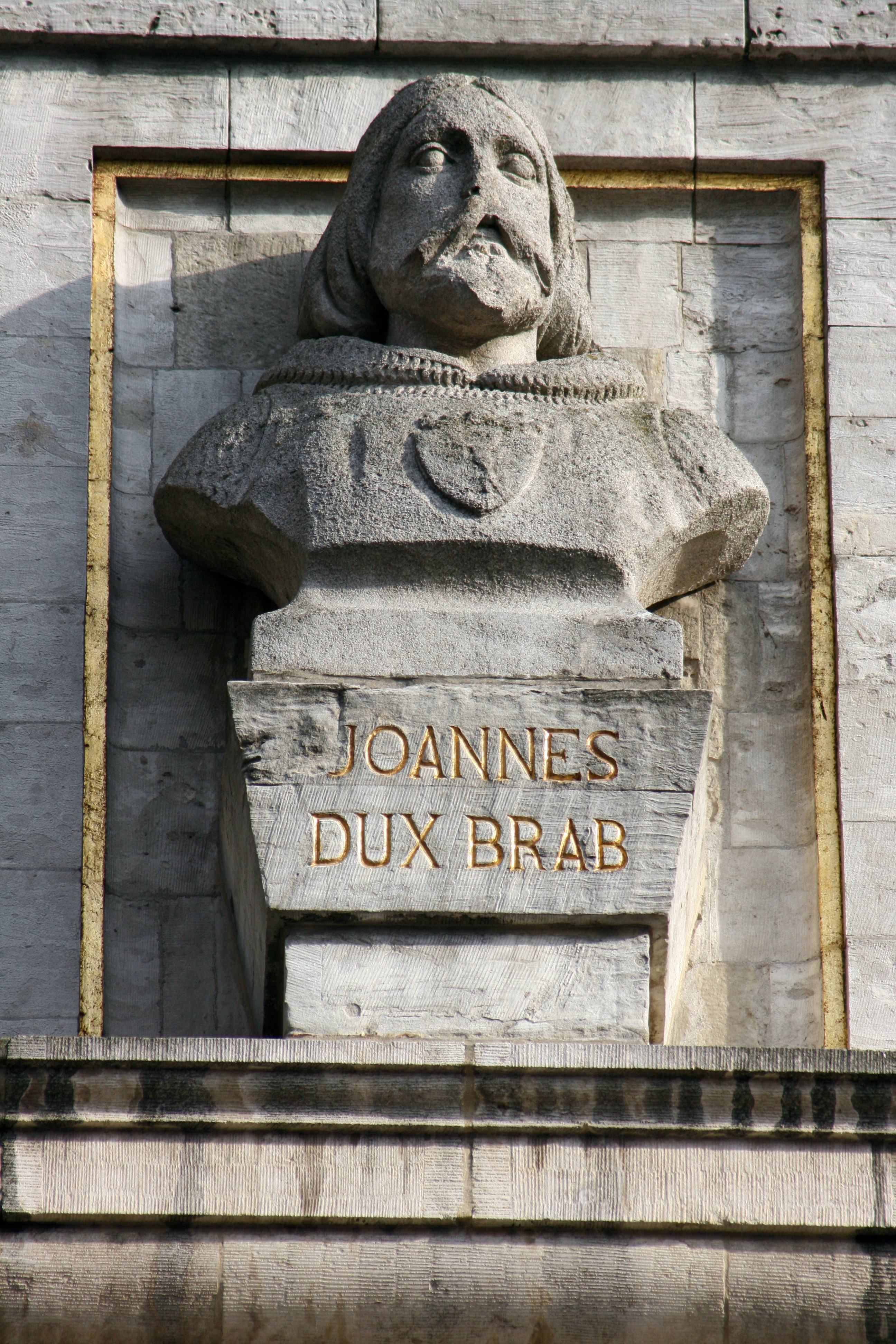
Maison des Ducs de Brabant, Grand-Place de Bruxelles.

Comme pour ses prédécesseurs, l'abbé Gérard van Godtsenhoven possède le privilège de faire le service divin à la chapelle de la cour, à Bruxelles, ce qui lui confère le titre de archichapelain des ducs de Brabant,. Les livres aux comptes de l'abbaye montrent précisément que c'est en 1415 qu'il officie pour la première fois à la chapelle ducale. En outre, il reçoit, le 22 avril 1416, du duc de Brabant Jean IV, pour lui et ses successeurs, la confirmation de ce privilège, de façon à pouvoir célébrer les offices divins devant les ducs de Brabant et être leurs confesseurs perpétuels.
Sous son abbatiat, les livres aux comptes des années 1415, 1432 et 1435 témoignent de sommes dépensées pour financer des représentants de l'ordre des Prémontrés aux conciles de Constance et de Bâle.

### Affaires politiques
L'abbé Gérard van Goetsenhoven, en sa qualité de prélat, siège aux États de Brabant et prend une part active aux affaires. Il signe notamment, en 1415, avec d'autres prélats et seigneurs, le pacte d'union entre le Brabant et le Limbourg.
Par ailleurs, les États l'ont député, en 1421, pour les affaires du pays, auprès du roi d'Angleterre et du duc de Bourgogne, et, plus tard, en 1423, auprès du même à Arras,,,.
Il assiste en tant que dignitaire, le 7 septembre 1425, à côté des principaux invités, à l'inauguration de l'Université de Louvain. Par la suite, il reste très lié au corps professoral de cet institut, et lui envoie quelques-uns de ses religieux pour y suivre les cours de théologie.

### Diplomatie
D'un caractère droit et conciliant, l'abbé Gérard van Goetsenhoven est tenu en grande estime par le duc de Brabant. Il est de surcroît un diplomate très habile.
Par exemple, quand le duc Jean IV de Brabant est destitué à cause de sa conduite avec son épouse Jacqueline de Bavière, et qu'il prend la fuite à Maastricht, l'abbé y est envoyé le 27 novembre 1420 pour atténuer les dissensions entre le duc et ses sujets et tenter une réconciliation,,.

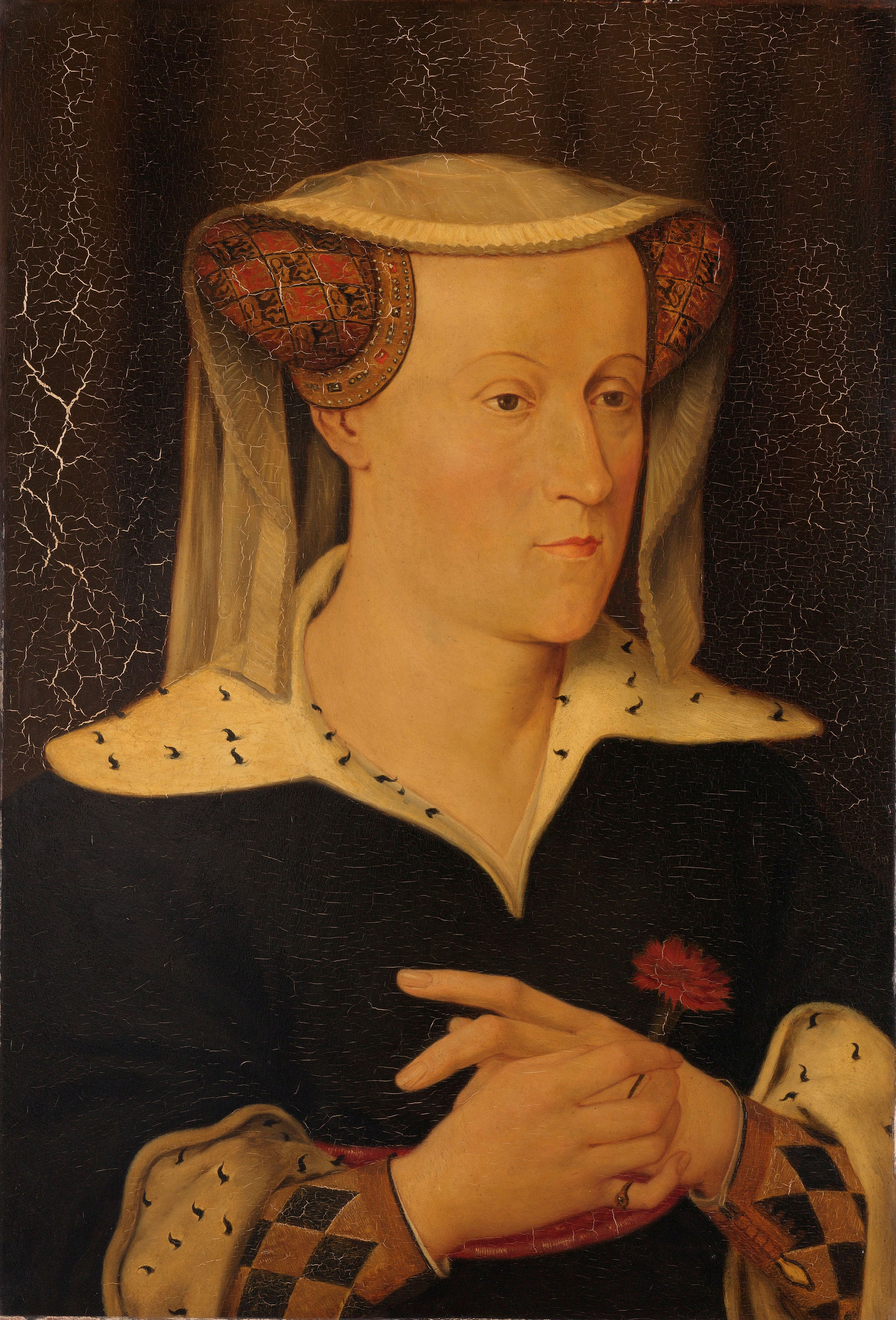
Jacqueline de Bavière.
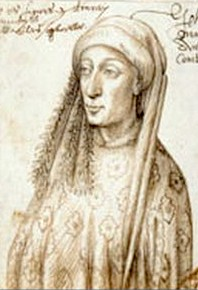
Jean IV, duc de Brabant.
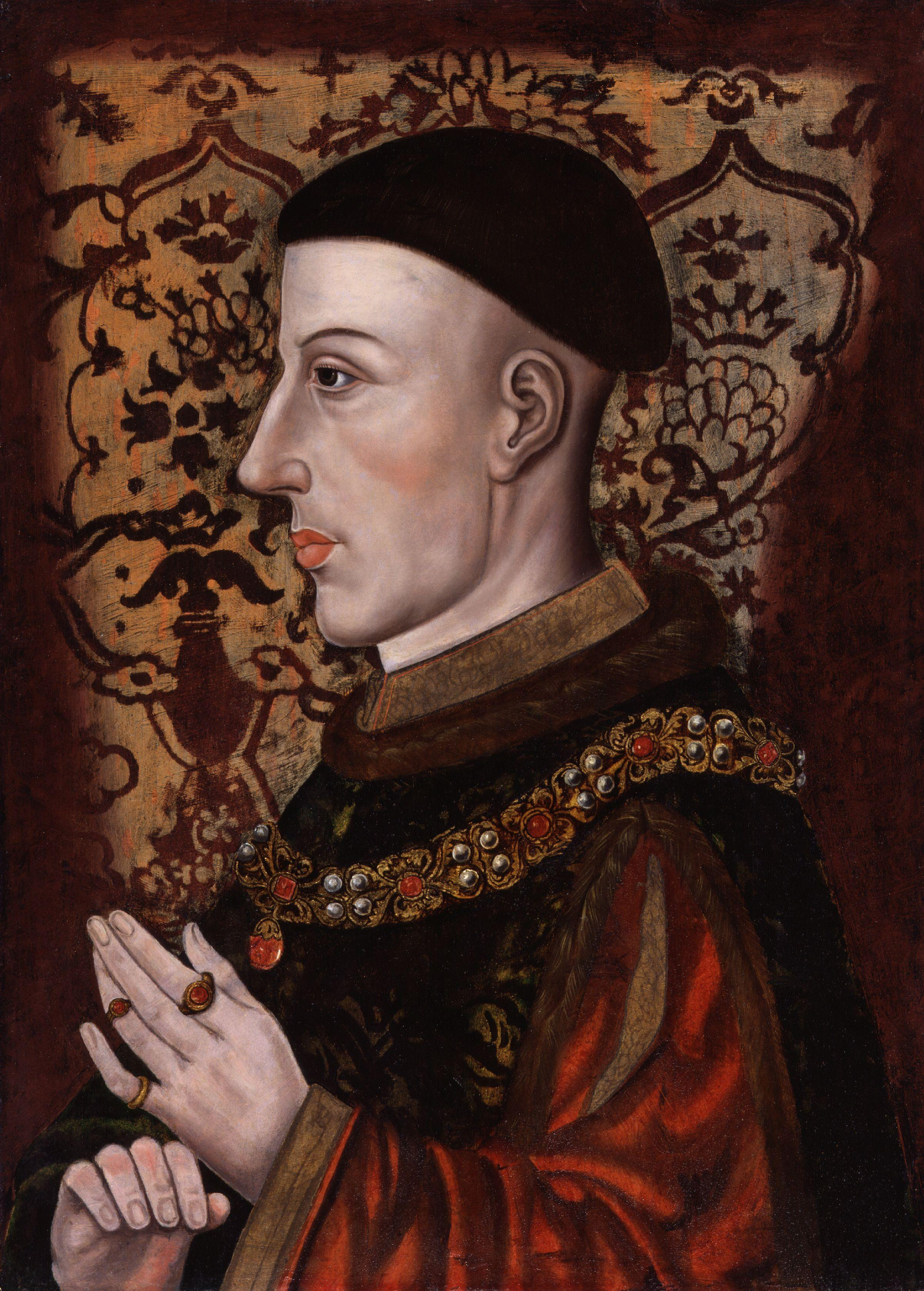
Henri V, roi d'Angleterre.
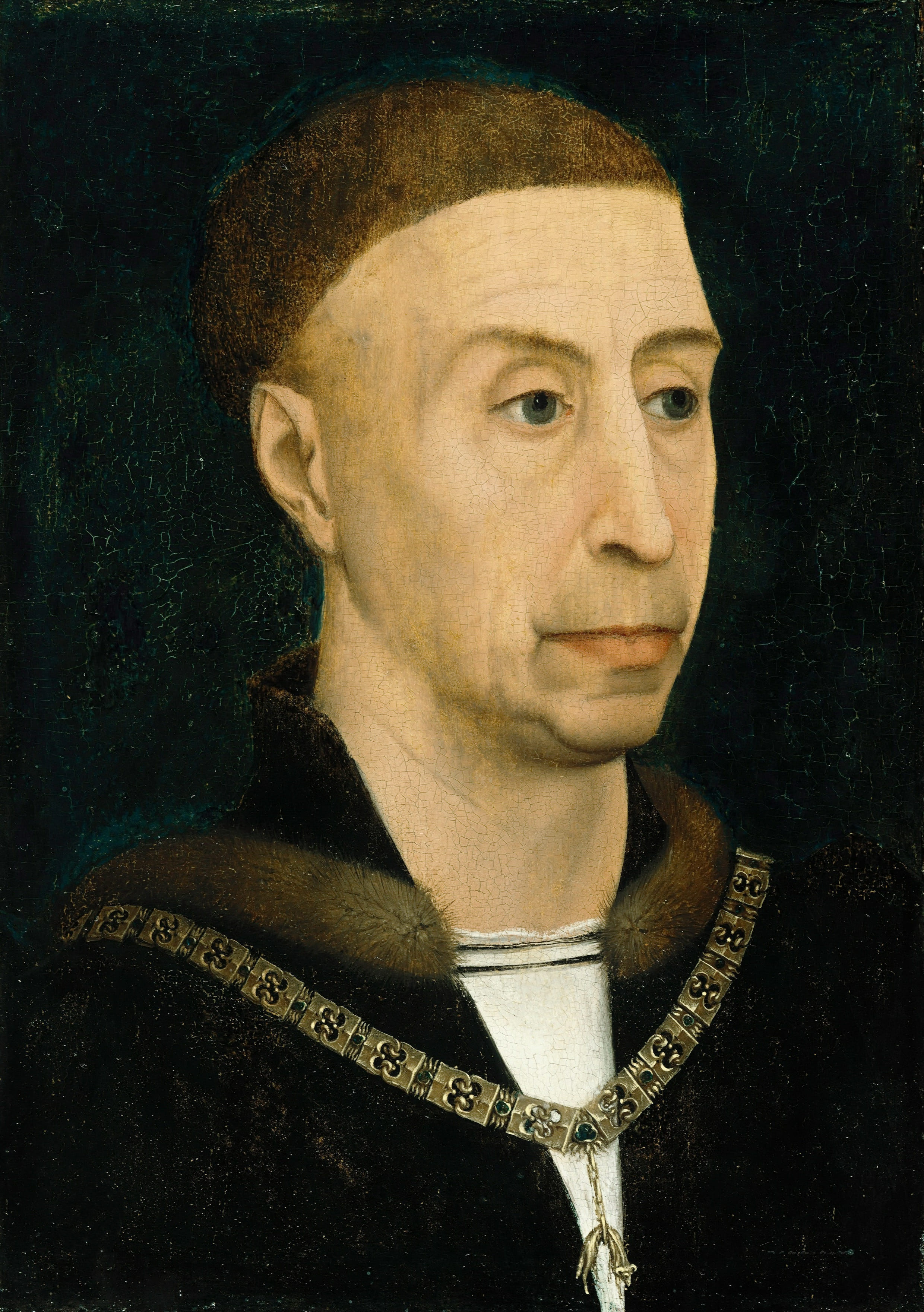
Philippe III le bon, duc de Bourgogne.

## Postérité

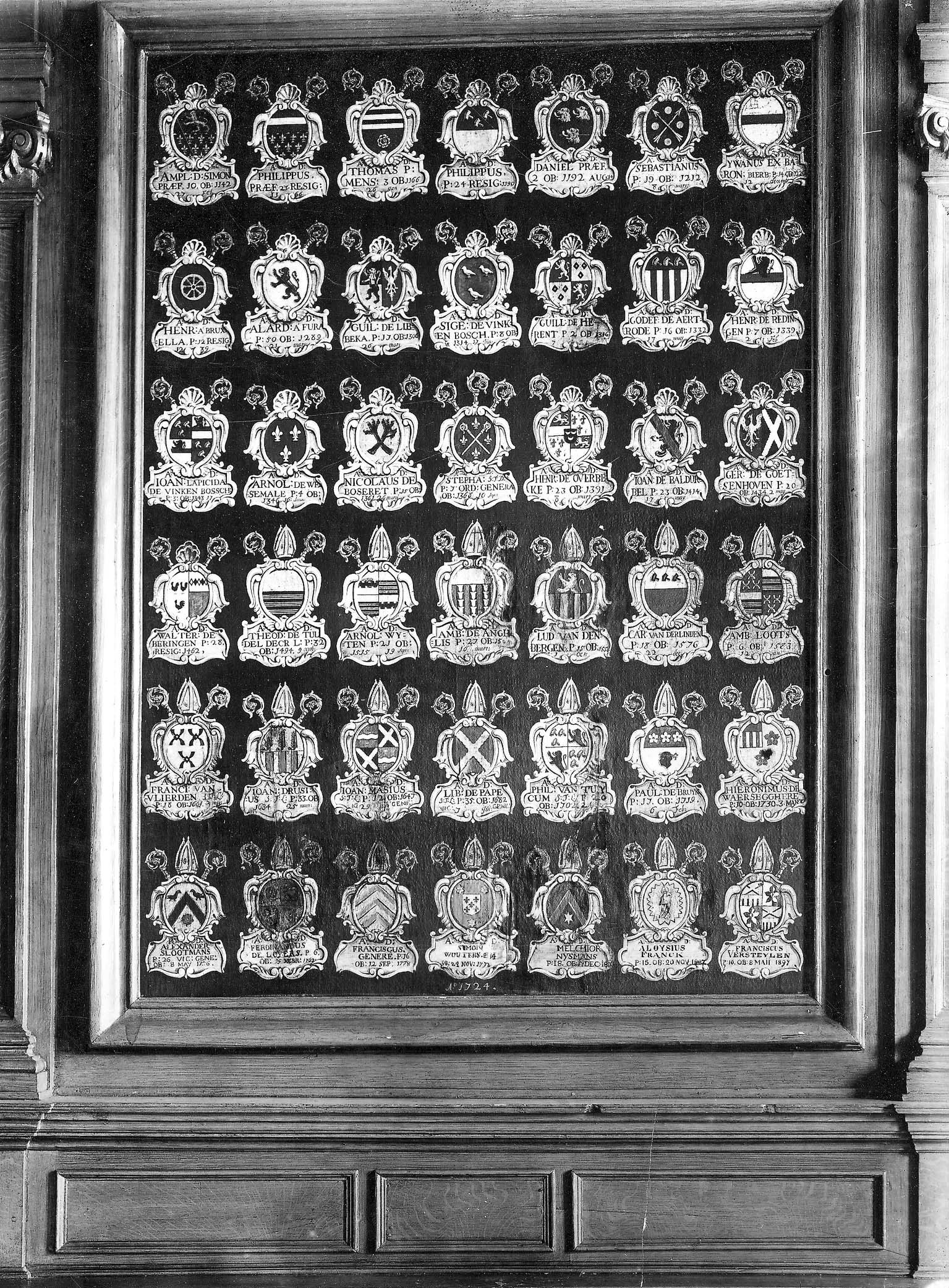
Tableau des armes des abbés de Parc (1724).

### Vitrail
Au chevet du chœur de l'église de Werchter, il existait un vitrail, peint par Henri van Schoonberghen, représentant l'institution de la confrérie de Notre-Dame, lequel vitrail comportait, dans sa partie basse, l'effigie de l'abbé Gérard van Goetsenhoven avec son blason et celles du pasteur de la paroisse de Werchter et des autres membres de la confrérie de Notre-Dame.

### Indication posthume
Dans son ouvrage cité plus bas, J.E. Jansen accompagne la chronologie de l'abbé Gérard van Goetsenhoven d'une indication en latin le concernant et qu'un utilitaire informatique traduit par : « homme très illustre, que tu regardes soit ses aïeux, soit ses œuvres ».

### Dalle funéraire
Dans la salle capitulaire où les restes de l'abbé Gérard van Goetsenhoven ont été déposés, le 26e abbé de Parc Thierry van Tuldel a fait placer une dalle funéraire, ornée de l'effigie de l'abbé en cuivre et de ses armoiries familiales. Cette pierre sépulcrale est encadrée par des ornements de sculpture qui soutiennent un baldaquin d'une facture remarquable, chaque angle de la pierre portant un des écussons du défunt auxquels s'ajoute une inscription à l'entour du monument,.

### Armes de l'abbé
Les armes de l'abbé Gérard van Goetsenhoven se blasonnent : « parti, le premier d'azur à l'aigle d'or, le second de sable à un sautoir engrêlé d'argent ». Elles apparaissent sur le tableau des armes des abbés qui existe à l'abbaye de Parc. Elles figurent aussi dans l'armorial des abbés de Parc.